# Эссекибо (колония)
Эссекибо, Изекепе, Эссеквебо (нидерл. Essequebo) — бывшая колония Нидерландов на северном побережье Южной Америки, на реке Эссекибо в 1616—1815 годах. Вместе с тремя другими колониями образовывала так называемую «Голландскую Гвиану».

## История
Колония Эссекибо была основана переселенцами из первой голландской колонии в регионе, Померуна, которая была разорена испанцами и аборигенами около 1596 года. Голландцы во главе с Йостом ван дер Хоуге прибыли на остров под названием Кик-Овер-Ал на реке Эссекибо (если точнее, в русле её притока Масаруни). Это место было выбрано из-за его стратегического расположения и возможности торговли с местным населением. Здесь ван дер Хоуге обнаружил старый разрушенный португальский форт (португальский герб был вырублен в камне над воротами). Используя средства Голландской Вест-Индской компании (ГВИК), ван дер Хоуге построил новый форт под названием «Форт-Тер-Хоуген» в 1616—1621 годах, который быстро стал известен среди жителей как Форт-Кик-Овер-Ал («Форт всех морей»). В 1621 году здесь обосновались администрация Вест-Индской компании, а также губернатор колонии.
Первоначально колония была названа Nova Zeelandia (Новая Зеландия), но использование названия «Эссекибо» вскоре стало обычным явлением. На южном берегу реки была построена деревня Картабо из 12-15 домов. Вокруг реки были разбиты плантации, на которых рабы возделывали хлопок, индиго и какао. Несколько далее вниз по течению, на острове Фортейланд («Остров Большого флага»), был возведен Форт-Зеландия. С 1624 года регион был постоянно заселен, и с 1632 года вместе с Померуном был поставлен под юрисдикцию Голландской Вест-Индской компании. В 1657 году область была передана под управление магистратов зеландских городов Мидделбург, Вере и Флиссинген, который учредили «Правление новой колонии на Изекепе». С тех пор «Новой Зеландией» стали называть только Померун.
В 1658 году картограф Корнелис Голиаф создал карту колонии и разработал план строительства города под названием «Новый Мидделбург», но вторая англо-голландская война (1665—1667) положила конец этим планам. Эссекибо была занята англичанами в 1665 году (наряду с остальными голландскими колониями в Гвиане), а затем разграблена французами.
В последующие годы голландцы послали эскадру кораблей, чтобы вернуть себе этот регион. Во главе с Абрахамом Крийнсеном им удалось захватить у англичан колонию Суринам, но отбить Эссекибо голландцы не смогли. Лишь в 1670 году Голландская Вест-Индская компания вернула себе контроль над колониями.
Голландские колонии в регионе испытали множество неурядиц в период Девятилетней войны (1688—1697) и Войны за испанское наследство (1701—1714), когда регион стал ареной масштабного пиратства. В 1689 году Померун был сожжен французскими пиратами и пришел в упадок.
В этот период колониями правила Зеландская Палата ГВИК, что иногда приводило к конфликтам с Палатой ГВИК в Амстердаме, который также желал контролировать местные плантации. Зеландцы же, ссылаясь на то, что в 1666 году Эссекибо была отвоевана их войсками, считали себя законными правителями региона. После 1740 года, в правление губернатора Лоренца Сторма ванс Гравесанде, в колонию начали прибывать английские плантаторы.
К 1745 году число плантаций вдоль реки Демерара и её притоков резко возросло. В частности, британские колонисты с Барбадоса начали здесь селиться. После 1750 года британское население добилось самоуправления и получило право избирать главу поселения. Около 1780 года в устье Демерары было основано небольшое поселение, которое в 1784 году получило название Стабрук, в честь одного из директоров Вест-Индской компании.
24 февраля 1781 года британские корсары захватили Эссекибо и колонию Демерара, но вскоре покинули регион. В марте два шлюпа эскадры британского Королевского флота под командованием адмирала лорда Родни приняли капитуляцию «колонии Демерары и реки Эссекибо». С 27 февраля 1782 года по февраль 1783 года колонии занимали французы, принудившие британского губернатора Роберта Кинстона сдаться. Парижский мир 1783 года вернул эти территории под контроль голландцев.
В 1796 году Эссекибо была фактически занята англичанами.
В 1800 году Эссекибо и Демерара в сумме насчитывали около 380 сахарных плантаций.

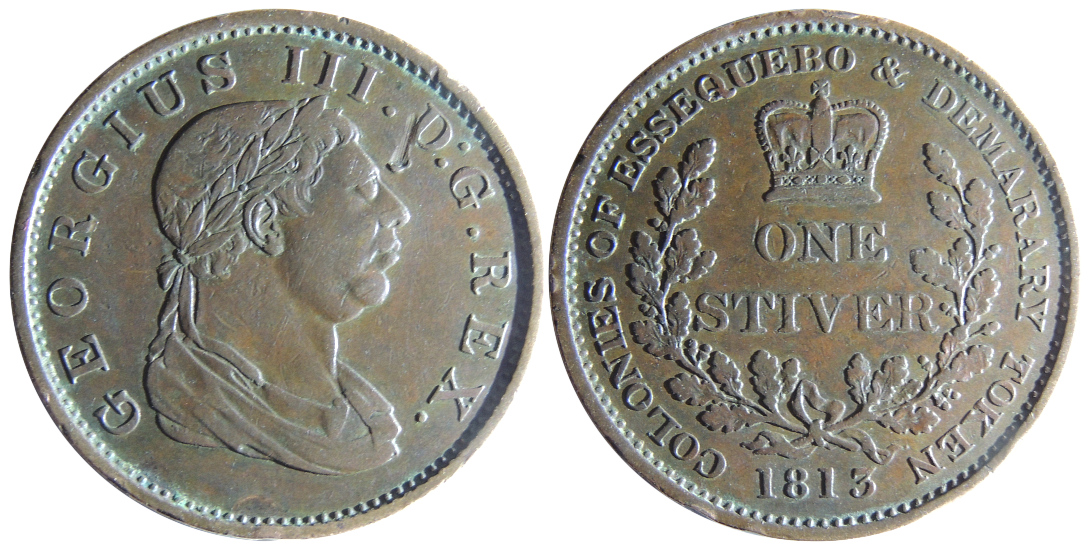
Токен 1 стивер, отчеканенный в 1813 году для колонии Демерара-Эссекибо. Медь.

По Амьенскому миру Нидерланды ненадолго вернули себе колонию Эссекибо (1802—1803), но вскоре англичане снова заняли её. В 1812 году Стабрук был переименован англичанами в Джорджтаун. Эссекибо официально стал британской территорией 13 августа 1814 года по Лондонскому договору и была объединена с колонией Демерара. С 1809 по 1835 год на Королевском монетном дворе Великобритании для объединенной колонии Демерара-Эссекибо чеканили токены и полноценные монеты достинством 1/8, 1/4, 1/2, 1, 2 и 3 гульдена из серебра и медные в 1/2 и 1 стивер. 21 июля 1831 года Демерара-Эссекибо была объединена с Бербисом и образовала Британскую Гвиану, в настоящее время — Гайана.
В 1838 году Эссекибо был сделан одним из трех округов Гвианы, наряду с Бербисом и Демерарой. В 1958 году округ был ликвидирован, когда Гвиана была разделена на районы. В настоящее время историческая область Эссекибо является частью нескольких гайанских административных районов, а название сохраняется в названиях районов Эссекибо-Айлендс-Уэст-Демерара и Аппер-Такуту-Аппер-Эссекибо.
В начале декабря 2023 года Международный суд ООН предписал Венесуэле воздержаться от любых действий по изменению ситуации в территориальном споре Венесуэлы с Гайаной, несмотря на это 9 декабря 2023 года президент Венесуэлы Николас Мадуро подписал шесть указов об аннексии богатого нефтью региона соседней Гайаны – Эссекибо.